# Enaeta leonardhilli
Enaeta leonardhilli is een slakkensoort uit de familie van de Volutidae. De wetenschappelijke naam van de soort is voor het eerst geldig gepubliceerd in 1988 door Petuch.